# Retinopatía
Retinopatía es un término genérico que se utiliza en medicina para hacer referencia a cualquier enfermedad no inflamatoria que afecte a la retina, es decir a la lámina de tejido sensible a la luz que se encuentra en el interior del ojo.
La retinopatía no es por lo tanto una enfermedad única, sino que se designa con este nombre a un conjunto de afecciones diferentes, cada una de las cuales tiene unas características específicas. 
Las retinopatías más comunes son la retinopatía diabética que es una complicación de la diabetes, la retinopatía hipertensiva complicación de la hipertensión arterial y la retinosis pigmentaria que es una enfermedad de origen genético. Todas ellas pueden producir en sus fases avanzadas un deterioro considerable de la capacidad visual.

## Tipos de Retinopatía
Centrales
En jóvenes, las más frecuentes son la enfermedad de Stargardt, la retinosquisis ligada al cromosoma X y la enfermedad de Best. A partir de los 40 años, las distrofias de epitelio pigmentario en patrón y la distrofia coroidea areolar central.
- Distrofias con epitelio pigmentario patrón
  - Distrofia macular viteliforme de Best
  - Distrofia macular en alas de mariposa
  - Distrofia reticular de Sjögren
  - Distrofia macrorreticular
  - Distrofia viteliforme del adulto
  - Drusas dominantes (familiares)
  - Enfermedad de Stargardt, también llamada fundus flavimaculatus.
- Distrofias Focales del Epitelio Pigmentario
  - Distrofia areolar central del epitelio pigmentario
  - Distrofia macular fenestrada, .
  - Distrofia anular concéntrica benigna
  - Distrofia macular de Carolina del Norte, también llamada Distrofia foveal progresiva dominante de Lefler
  - Distrofia del epitelio pigmentario de Noble-Carr-Siegel
- Alteración de Fotorreceptores
  - Distrofia de conos
  - Degeneración de conos y bastones
- Alteración de la Membrana de Bruch
  - Distrofia macular pseudoinflamatoria de Sorsby
  - Drusas dominantes

Periféricas
- Defectos congénitos progresivos
  - Retinosis pigmentaria
  - Retinitis punctata albescens
  - Amaurosis congénita de Leber
  - Coroideremia
  - Atrofia girata de coroides y retina
  - Distrofia coroidea generalizada
  - Retinosquisis juvenil
  - Degeneración vitreo-retiniana de Wagner
  - Vitreorretinocoroidopatia autosómica dominante
  - Retinopatía pigmentaria atípica con retinosquisis central, de Goldmann-Favre
  - Distrofia cristalina de Bietti
  - Distrofia de células de Müller
- Defectos congénitos estacionarios
  - Hemeralopía congénita esencial
  - Hemeralopía Congénita con miopía
  - Enfermedad de Oguchi
  - Acromatopsia
  - Fundus albipunctatus
  - Retina moteada de Kandori
- Alteraciones vasculares
  - Oclusión de la arteria central de la retina
  - Oclusión de la vena central de la retina
  - Retinopatía diabética
  - Enfermedad de Coats
  - Coriorretinopatía serosa central
- Retinopatías Infecciosas
  - Retinopatía rubeólica
  - Coriorretinopatía diseminada
- Retinopatía tóxica
  - Metalosis
  - farmacológicas
    - Retinopatía por cloroquina
    - Retinopatía tóxica por Fenotiazina
    - Retinopatía tóxica por Vigabatrina
    - Retinopatía tóxica por Talio
    - Retinopatía tóxica hepática
    - Retinopatía tóxica por Plomo
- Desprendimiento de retina